# Solar Array Drive Mechanism

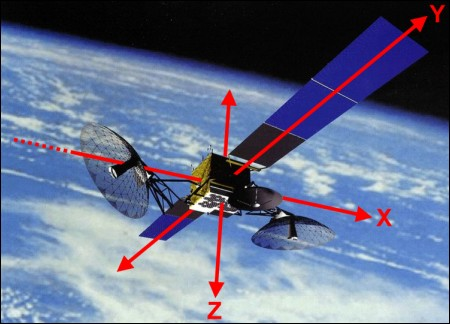
Schemazeichnung eines geostationären Satelliten mit drehbaren Solarpanelen.

Ein Solar Array Drive Mechanism (SADM), zu deutsch Mechanismus zum Drehen von Solarmodulen, ist ein Gerät auf dreiachsig stabilisierten Satelliten, das die Solarzellen durch eine geeignete Motor-Getriebe-Konstruktion optimal zur Sonne ausrichtet und dabei die von diesen generierte Energie zum Satelliten überträgt. Bei einem geostationären Satelliten liegt die Achse der Solarmodule i. d. R. in Nord-Süd-Richtung, d. h. senkrecht zur Flugrichtung und parallel zur Erde.
Ein SADM ist technisch sehr anspruchsvoll, da einerseits hohe elektrische Leistungen von bis zu 25 kW (bei Spannungen bis zu 120 V, bei geringerer Leistung sind 50 V üblich) und Steuersignale über Schleifringe von den Solarpanelen zum Satelliten übertragen werden, andererseits eine hohe Robustheit und Zuverlässigkeit gefordert ist. Insbesondere ist die Auswahl, Auslegung und Isolation der Schleifelemente kritisch. Auch stellen beispielsweise Schmierstoffe für die Mechanik eine besondere Herausforderung im Weltraum dar. Dabei ist das SADM beim Start, aber auch beim Entfaltungsvorgang der Solarpaneele hohen mechanischen Lasten ausgesetzt. Im Falle niedriger Umlaufbahnen kommt die dauernde mechanische Beanspruchung des Antriebsstranges hinzu, da zumeist eine Umdrehung je Orbit erforderlich ist. Daher werden wichtige Elemente, wie allgemein für Raumfahrtanwendungen üblich, redundant ausgelegt.
Spezialanwendungen mit beschränktem Bewegungsbereich können auch mit einer Kabelschleife oder einem verdrillbaren Kabelbündel arbeiten. Ebenso sind zweiachsige Ausführungen möglich, wenn die erforderliche Ausrichtung auf die Sonne anders nicht gewährleistet werden kann.